# Liste der Monuments historiques in Cercoux
Die Liste der Monuments historiques in Cercoux führt die Monuments historiques in der französischen Gemeinde Cercoux auf.

## Liste der Objekte

### Kirche St-Saturnin
| Bezeichnung                                      | Beschreibung                               | Standort | Kennzeichnung | Schutzstatus | Datum | Bild |
| ------------------------------------------------ | ------------------------------------------ | -------- | ------------- | ------------ | ----- | ---- |
| Weihwasserbecken                                 | Stein                                      | (Lage)   | PM17000884    | Inscrit      | 1976  |      |
| Retabel                                          | Holz und Stuck, 19. Jahrhundert            | (Lage)   | PM17000885    | Inscrit      | 1976  |      |
| Altar und Retabel                                | Holz und Stuck, vergoldet, 18. Jahrhundert | (Lage)   | PM17000056    | Inscrit      | 1980  |      |
| Drei Skulpturen: Madonna und Kind und zwei Engel | Holz, vergoldet, 18. Jahrhundert           | (Lage)   | PM17000662    | Inscrit      | 1976  |      |